# پاتک (فیلم)
پاتک فیلمی به کارگردانی علی‌اصغر شادروان و نویسندگی علی‌اصغر شادروان، علی توکل‌نیا ساختهٔ سال ۱۳۷۴ است.

## خلاصه داستان
یک سرگرد ارتش به همراه افرادش که پسرش نیز در میان آنهاست، به مأموریت انفجار پل الخلیل در خاک عراق می‌روند. اما حین عملیات، پسر سرگرد به شهادت می‌رسد و او به همراه افرادش به اسارت نیروهای عراقی درمی آیند. در بازداشتگاه، سرگرد تظاهر به همکاری با عراقی‌ها می‌کند و از این طریق موفق می‌شود به همراه سه تن دیگر از اسیران، نظر فرمانده بازداشتگاه را نسبت به ضبط یک مصاحبه تلویزیونی جلب کند. اما هنگامی که آنها توسط نیروهای عراقی به محل مصاحبه برده می‌شوند، به فرمان سرگرد، عراقی‌ها را خلع سلاح و به قتل می‌رسانند. سرگرد اسامی شهدای بازداشتگاه را به دکتر ـ یکی از سه همراهش ـ می‌دهد تا به ایران ببرد و خود به همراه دو تن دیگر برای به پایان رساندن مأموریت قبلی ـ انفجار پل الخلیل ـ راهی می‌شود. هنگام کار گذاشتن مواد منفجره ای که آنها از یک گروه گشتی عراقی به دست آورده‌اند، فرمانده بازداشتگاه با افرادش سرمی رسند و با آنها درگیر می‌شوند. دکتر نیز که صدای گلوله را شنیده، از نیمه راه بازمی‌گردد و به کمک بقیه می‌آید. سرانجام مأموریت با انفجار پل به پایان می‌رسد و دکتر به همراه سرگرد به وطن بازمی‌گردند.

## بازیگران
- حسین گیل
- رضا صفایی‌پور
- علی توکل‌نیا
- اکبر اظفرنیام
- شاهین جعفری
- محمد جوهری
- مجید شهبازی
- احمد راد
- مریلا زارعی
- زهره داوودی
- فریبا لشگری
- فتحعلی اویسی
- کنگرلو
- اسماعیل آقاجانی
- اصغر عبدلی
- رحیم نائینی
- آبدیده
- علی توکلی
- مالمیر
- داوود رضایی
- ابراهیم گراور
- نعمت جهانفرد
- اصغر خدایی
- رضا کرملو
- جان جان
- محرابی
- حسن‌زاده
- نورالدین خسروی
- آقازاده
- قاسم آدمی
- تصور مقدم
- مهرداد بدری
- شهبازی
- رضا خراسانی
- فرهاد نصیری
- عزت‌پور
- احمد مهدی‌مهر
- مجید زنگنه
- علیرضا مقتدر
- ماشاءالله تقی‌پور
- ملک‌فر
- بنی‌صفا
- خسروی
- صابر چشمی
- رضا قلی پور
- ملک‌محمد تیموریان
- مجتبی یزدان‌خواه
- هاشمی
- سلطانی
- میری
- کیانی
- اسماعیل زال
- خوش‌سخن
- مرتضی نظری
- غلامی
- صادق خوشقدم
- جوانمردی
- عدالت فاضلی
- قورچی
- بابایی
- صفدری